# Balthasar Sprenger
Balthasar Sprenger (auch Balthasar Springer) (* vor 1500 in Vils, Außerfern; † um 1510) war ein Tiroler Afrika- und Indienreisender im Auftrag des Augsburger Handelshauses Welser.

## Person

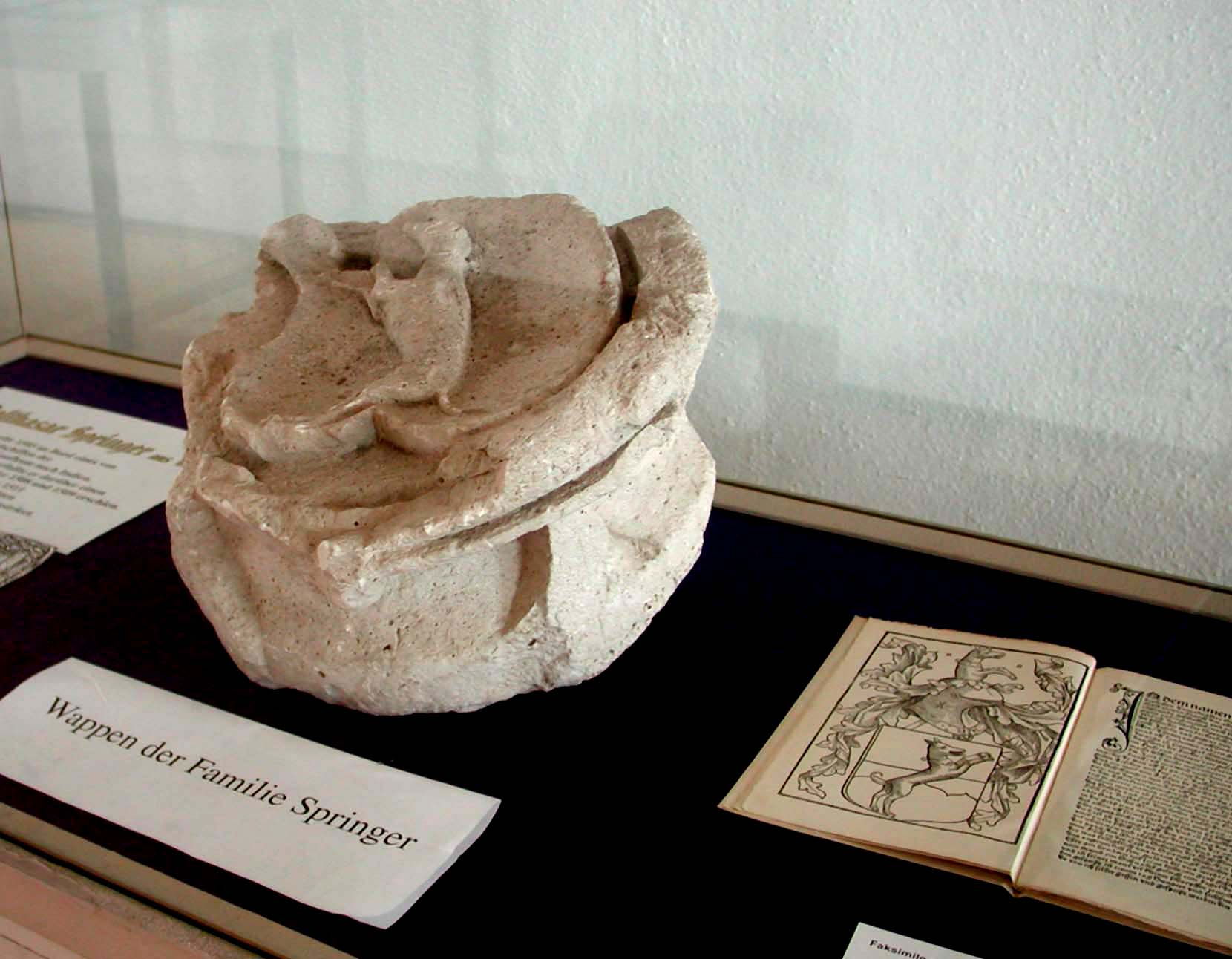
Wappen der Familie Springer, Museum der Stadt Vils

Die Person wird heute überwiegend als Balthasar Springer bezeichnet, wenngleich er sich selbst in seiner Aufzeichnung „Merfart“ Balthasar Sprenger nennt. Über Sprengers Person ist wenig bekannt. Er wurde im 15. Jahrhundert in Vils, Außerfern, wahrscheinlich als Sohn des wohlhabenden Johannes (Hans) Springer geboren, der in den Jahren 1482 bis 1487 im Dienst der Landesfürsten von Tirol als Pfleger der Burg Fragenstein bei Zirl gestanden sein dürfte. Hans Springer soll nach einer Pilgerfahrt in das Heilige Land mit anderen Vilser Bürgern einen Teil seines Vermögens für den Bau einer Heiliggeistkapelle und eines „Seelhauses“ für Arme, Alte und Kranke außerhalb der Vilser Stadtmauern verwendet haben.
Das Todesdatum Balthasar Sprengers wird aus bestimmten Indizien auf den Zeitraum von 1509 bis 1511 eingegrenzt. Es gibt aber keine Quellen, wann und wo Sprenger verstorben ist.

## Sprengers Reise

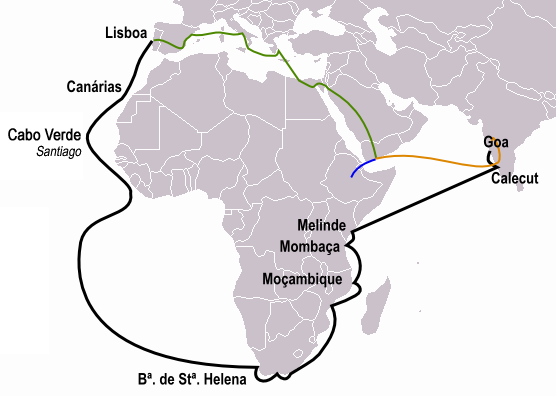
Sprengers Schiff benutzte eine ähnliche Route wie Vasco da Gama wenige Jahre zuvor bei seiner ersten Fahrt nach Indien (schwarz). Die andersfärbigen Routen beschreiben frühere Handelswege nach Indien.

Sprenger wurde 1503 vom Augsburger Handelshaus Welser als Vertreter nach Portugal entsandt, um neue Geschäftsmöglichkeiten zu erkunden. 1505 nahm er in dessen Auftrag an einer Fahrt unter der 22 Schiffe starken Flotte des portugiesischen Vizekönigs Francisco de Almeida teil, die ihn von Lissabon aus um den afrikanischen Kontinent und das Kap der guten Hoffnung an die afrikanische Ostküste und weiter an die indische Südostküste nach Kochi und Calicut führte, um dort Gewürze einzukaufen. Nach einem Jahr kehrte er 1506 nach Lissabon und Augsburg zurück. In seinem Reisetagebuch beschrieb er nicht nur die Handelsfahrt und die diversen Städte und Niederlassungen, die die Reisegesellschaft anfuhr, sondern auch seine Eindrücke über Menschen, Siedlungen und Kulturen, mit denen er in Afrika und Indien in Kontakt kam.
Erst wenige Jahre zuvor wurde der Seeweg nach Indien vom Portugiesen Vasco da Gama entdeckt (1497/98). Die Besatzung des Schiffs Sprengers fuhr wohl eine ähnliche Route. Sprenger beschreibt unter anderem „Monbasa“ (Mombasa), „Monsebick“ (Mosambik) und „Mellyndi“ (Melinde).

## Reisetagebuch
Sprengers Tagebuch gehört zu den ältesten Reiseberichten in deutscher Sprache. Es wurde 1509 gedruckt. Der Titel lautet:

„DJe Merfart vnd erfarung nüwer Schiffung vnd Wege zuo viln onerkanten Jnseln vnd Künigreichen

von dem großmechtigen Portugalischen Kunig Emanuel Erforscht/ funden/ bestritten vnnd Jngenomen

Auch wunderbarliche Streyt/ordenung

leben wesen handlung vnd wunderwercke

des volcks vnd Thyrer dar inn wonende

findestu in diessem buchlyn warhaftiglich beschryben vnd abkunterfeyt

wie ich Balthasar Sprenger sollichs selbs: in kurtzuerschynen zeiten: gesehen vnd erfaren habe.

rc GEDRVCKT ANNO. M.D.IX.“

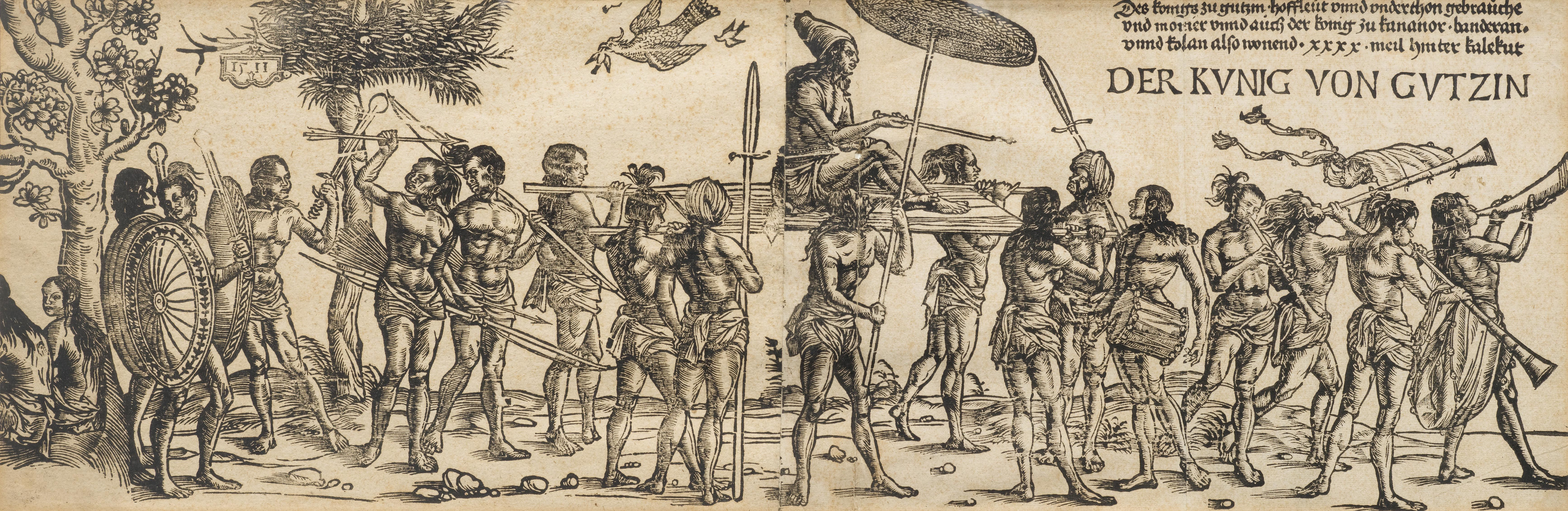
Der König von Gutzin

Die Bedeutung des Berichtes zeigt sich daran, dass das Buch mit Holzschnitten eines der seinerzeit anerkanntesten Künstler auf diesem Gebiet, des Augsburger Zeichners Hans Burgkmair illustriert wurde. Berühmt ist sein nach den Schilderungen Sprengers gefertigter Holzschnitt „Kunig von Gutzin“, der den in einer Prozession auf einer Art Sänfte getragenen König des Reichs von Kochi zeigt. Eine zweite Fassung der Bilder wurde vom Nürnberger Graphiker Georg Glockendon gefertigt.
Unmittelbar nach der Herausgabe in Deutschland wurde eine flämische Schwarzkopie des gesamten Textes mit Kopien nach Burkmairs Holzschnitten von Jan Doesborch in Antwerpen veröffentlicht. Heute existieren noch vier Original-Exemplare.
Das Buch wurde 1998 im Faksimile mit Übersetzung und Erläuterungen im Innsbrucker Haymon-Verlag nachgedruckt. Sprengers Reise war auch Inhalt weiterer Bücher und eines zweiteiligen Fernsehberichtes des ORF im Rahmen der Sendereihe „Land der Berge“, die im Juni 1998 erstausgestrahlt wurde.

## Sonstiges
In Königsbrunn präsentiert das Museum Mercateum die Handelsreise Balthasar Sprengers aus dem Jahr 1505.
In der Stadt Vils ist ein Weg nach Balthasar Springer benannt.